# Cremastobombycia ignota
Cremastobombycia ignota är en fjärilsart som först beskrevs av Frey och Boll 1873.  Cremastobombycia ignota ingår i släktet Cremastobombycia och familjen styltmalar. Inga underarter finns listade i Catalogue of Life.

## Bildgalleri

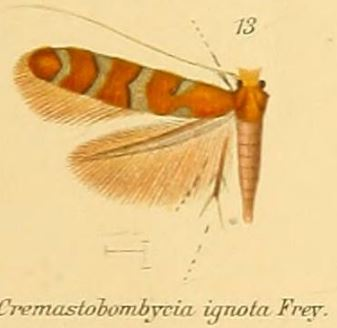